# Солом'янська площа (станція метро)
Соло́м'янська пло́ща — проєктована станція Подільсько-Вигурівської лінії Київського метрополітену. Згідно з проєктом буде розташована на однойменній площі в перспективі після 2030 року.